# Гауденций
Гауде́нций, Гауде́нтий (др.-греч. Γαυδέντιος, лат. Gaudentius) — древнегреческий теоретик музыки, автор трактата «Введение в гармонику» (Εἰσαγωγὴ ἁρμονική).

## Проблема автора и датировки
Фактов биографии Гауденция неизвестно. Возможно, имя его является римским прозвищем (лат. gaudere - радоваться). Верхняя граница датировки VI век н. э. (Гауденция упоминает Кассиодор в своих «Основах», он также заимствует некоторые особенности научных трактовок Гауденция). Нижняя граница датировки — II в. н. э. — устанавливается весьма приблизительно, по сходству излагаемого в трактате учения с гармониками Клеонида и Никомаха. Косвенным свидетельством поздней (эллинистической) датировки трактата может служить упоминание Гауденцием того факта, что в его дни музыканты пользуются только диатоникой, в то время как хроматика и энармоника оставлены в прошлом. Т. Матисен (впрочем, без особых на то оснований) датирует гармонику Гауденция III-IV вв.

## Трактат
Своеобразие трактата Гауденция в том, что он смешивает аристоксеновскую и пифагорейскую линии развития науки о музыке в пределах одного учебника. Пифагорейскими являются (частичные) расчёты монохорда в диатоническом и напряжённом хроматическом родах, типовой рассказ об изобретении Пифагором чисел для основных музыкальных консонансов. Однако Гауденций причисляет к консонансам (подобно Птолемею) и ундециму (кварту с октавой), что идёт прямо вразрез с пифагорейской наукой. 
По Аристоксену он дает определения звука, интервала и описывает (в общих словах) аддитивное деление октавы и полутона. Однако, в прямом противоречии с аристоксеновской традицией Гауденций включает в свой учебник главы о нотации, а также точно описывает лимму и апотому.
Еще одна особенность учения Гауденция — классификация дитона и тритона как «парафо́нов» — интервалов, занимающих промежуточное положение между консонансами и диссонансами. Это утверждение уникально для античной музыкальной науки.